# Ivanoe Bonomi
Ivanoe Bonomi, italijanski politik, * 18. oktober 1873, Mantova, † 20. april 1951, Rim.
Bonomi je bil v svoji politični karieri: minister za javna dela Italije (1916-1917), minister za obrambo Italije (1920), minister za finance Italije (1920-1921), predsednik vlade Italije (1921-1922), minister za notranje zadeve Italije (1921-1922). Med 2. svetovno vojno oz. nemško okupacijo je bil predsednik CCLN (Centralnega komiteja za narodno osvoboditev), nato predsednik vlade Italije (1944-1945), minister za notranje zadeve Italije (1944-1945), minister za zunanje zadeve Italije (1944) in predsednik Senata Italije (1948-1951).